# Сонный Джо

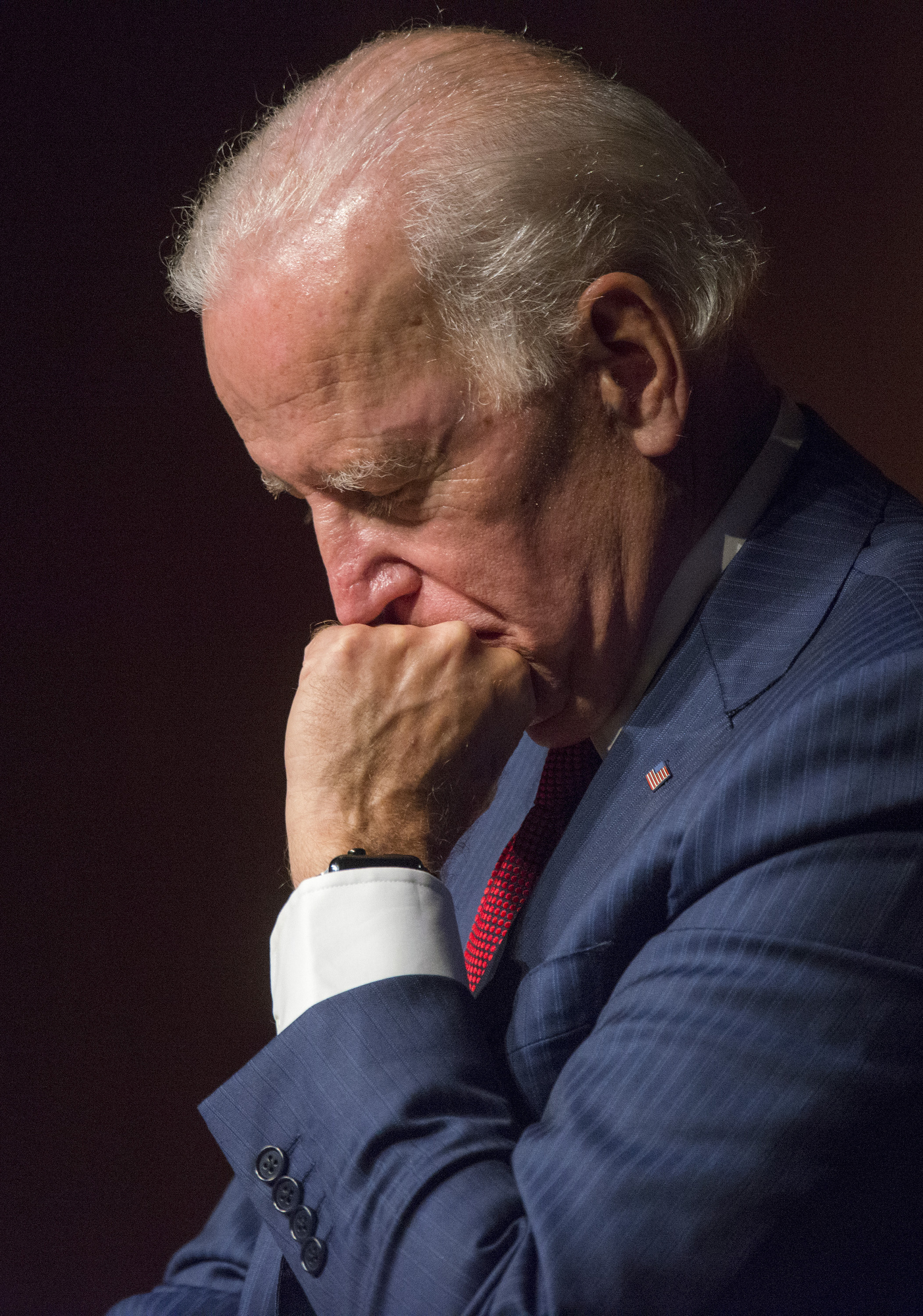
Джо Байден в 2017 году

Со́нный Джо (также Спя́щий Джо, Вя́лый Джо; англ. Sleepy Joe) —  прозвище президента США Джо Байдена, придуманное и используемое президентом США Дональдом Трампом, ставшее интернет-мемом. Появилось после публикации ряда медиамемов, где Байден, как утверждается, засыпает во время телевизионного интервью. Прозвище намекает на возможную физическую и умственную неспособность Байдена исполнять  обязанности президента.

## История
25 апреля 2019 года президент США Дональд Трамп написал в своём Твиттер-аккаунте следующее: «Добро пожаловать в гонку, Сонный Джо». В ответ на это Байден назвал Трампа «клоуном».
Во время предвыборной гонки в 2020 году, включая финальные предвыборные дебаты, Трамп в целом неоднократно троллил своего оппонента Джо Байдена, называя его «Сонным Джо». Так, в одном из своих предвыборных выступлений в Висконсине 2 ноября 2020 года Трамп обращался к своему сопернику Джо Байдену как к «Сонному Джо», «Сонному Байдену», демонстрируя его несостоятельность в качестве политического лидера.
В июне 2020 года появились сообщения, что Трамп недавно спрашивал советников, следует ли ему придерживаться своего нынешнего прозвища для Байдена — «Сонный Джо» — или попытаться придумать другое прозвище, например «Болотный Джо» (англ. Swampy Joe) или «Жуткий Джо» (англ. Creepy Joe). Отмечалось, что действующий президент не убеждён, что «Сонный Джо» особенно «опасен», и некоторые из его советников с этим соглашаются и призывают его прекратить использовать это прозвище. В одном из твитов Трамп опробовал для демонизации Байдена ещё один вариант: «Коррумпированный Джо» (англ. Corrupt Joe).
Доцент Университета Кассима Гибриль Садек Алагбари сообщает, что Трамп прибегал к личной диффамации, называв в твитах Джо Байдена «Сонным Джо». Трамп клеветал на Байдена, говоря, что тот «был в политике 40 лет и ничего не сделал», описывая его как «политически слабого» и утверждая, что он сделал за 3,5 года для «чёрного» населения больше, чем сделал Байден за 43 года. Усиливая свою войну против «радикально-левых демократов», Трамп ухватился за популярные призывы «защитить полицию» и ложно приписал их «Сонному Джо». Он также заявлял, что Байден «не знает, где он и что делает», «он спит» и что Байден провёл митинг, на который «практически никто не пришёл».
По данным Google Trends, прозвище «Сонный Джо» имело немалую популярность в 2020—2021 годах.

## Анализ
Прозвище «Сонный Джо» — пейоративный антропоним. Оно используется Трампом для создания «политической границы антагонизма против Байдена». Прилагательное «сонный» также показывает тот же процесс модификации существительного «Джо Байден» политическим, а не семантическим или прагматическим образом. Словосочетание «сонный Джо Байден» не является отсылкой к тому, что Джо Байден всё ещё сонный из-за недосыпа, однако это основная структура антагонизма, которая создаёт значение «Джо Байден недостоин быть президентом США». Данная форма конструирования политического и антагонистического смысла является общей для различных основных структур антагонизмов в политическом дискурсе Трампа. В своём антагонистическом дискурсе Трамп демонстрирует процесс когнитивного контроля.
Вероятно, Трамп использовал такое прозвище потому, что на тот момент Байден был очень старым — на момент дебатов ему было 77 лет — или потому, что считал Байдена медлительным и умственно отсталым, недееспособным или неконтролируемо засыпающим во время выступлений. Прозвище может указывать на медлительность и ментальную заторможенность номинанта, его неспособность быстро мыслить и реагировать.
«Сонный Джо» может также отсылать на одноимённую песню, где герой мягко порицается за свою лень. Оно может классифицироваться как нападка на личность. Трамп может попытаться ослабить характер Джо Байдена, лишив того способности нормально говорить из-за дефекта речи. Это скорее эмоциональное обращение, чем обращение к персонажу, потому что цель Трампа может заключаться в создании юмора.

## Оценки
Вирджиния Хеффернан из Los Angeles Times в своей колонке назвала статью о Байдене следующим образом: «Почему сонный Джо Байден — это именно то, чего хотят избиратели». В конце статьи она написала: «А сонный Джо — просто парень для сказок на ночь и колыбельных».
Доцент Тилбургского университета Ико Мэли отмечает, что созданный Трампом образ «Сонного Джо» представляет Байдена как полномасштабного опасного врага американского народа и что «Сонный Джо» теперь считается чрезвычайно опасным человеком из-за своей слабости.
Джеймс Пиднелл из The Boston Globe называл в июле 2020 года прозвище «Сонный Джо» «неэффективным», так как «Байден набирает двузначные цифры в общенациональных опросах и лидирует в шести важных колеблющихся штатах, что легко сделало бы Байдена следующим президентом». Он также выразил мнение, что термин «сонный» «мало что значит» и что в действительности прозвище Sleepy Eyes Chuck Todd может иметь большее влияние, потому что на телевидении «очень важно быть энергичным».
Исследователь Тайлер Джонсон в течение 48 часов после национального съезда Республиканской партии в 2020 году провёл опрос среди 674 участников в надежде, что осведомлённость о стратегиях Трампа будет очень высокой. Участники были случайным образом распределены либо в контрольную, либо в экспериментальную группу. Участники контрольной группы сначала ответили на вопросы о Байдене, в то время как экспериментальная группа впервые ознакомилась с материалами, касающимися попытки Трампа дать Байдену прозвище. Всех участников попросили вспомнить прозвища, которые Трамп дал предыдущим политическим соперникам.
Результаты показали, что только 37 % участников точно помнили какие-либо прозвища, которые Трамп давал Байдену на протяжении всей своей предвыборной кампании. Участники, которые сообщили, что интересуются политикой или голосовали на праймериз, с большей вероятностью запомнили прозвище. Эффективность прозвища «Сонный Джо» оценивали, спрашивая участников, в какой степени они согласны с ним, описывая Байдена. Самым распространённым ответом было «совсем не хорошо», а участники, которые ответили «очень хорошо» или «чрезвычайно хорошо», были людьми, которые сообщили, что они республиканцы и одобряют работу Трампа на посту президента. 53 % участников посчитали прозвище «Сонный Джо» негативным, что составляет чуть более половины, что позволяет предположить, что прозвище, возможно, не было воспринято так негативно, как это имел в виду Трамп. Таким образом, Тайлер Джонсон пришёл к выводу, что прозвище Дональда Трампа «Сонный Джо» для Байдена было эффективным только среди сторонников Трампа.